# 燕京學報
《燕京学报》（Yenching Journal of Chinese Studies）是前燕京大学创办的学术刊物之一，用意在於發揚中华传统文化。

## 历史
1927年创刊，哈佛燕京学社出版，每年出版兩冊。首任總編是容庚先生，著名學者陳寅恪、陳垣、郭紹虞、許地山、馮友蘭、翦伯讚等人都在上面發表作品或擔任史哲權威。1932年6月出版《燕京学报》第11期，出版者署為“燕京大學國學研究所燕京學報編輯委員會”。是年12月出版《燕京学报》第12期，出版者改署為“燕京大學哈佛燕京學社北平辦公處燕京學報編輯委員會”，改由顧頡剛主編。
1951年因院系调整，北大、燕大合併而停刊，前后出版40期。
1995年燕京研究院建立，《燕京學報》復刊，仍为半年刊，由侯仁之和周一良主編。